# Reerslev Sogn (Kalundborg Kommune)
 For alternative betydninger, se Reerslev Sogn. (Se også artikler, som begynder med Reerslev Sogn)
Reerslev Sogn er et sogn i Kalundborg Provsti (Roskilde Stift).
I 1800-tallet var Ruds Vedby Sogn anneks til Reerslev Sogn. Begge sogne hørte til Løve Herred i Holbæk Amt. Reerslev-Ruds Vedby sognekommune blev senere delt så hvert sogn blev en selvstændig sognekommune. I 1966 blev Reerslev indlemmet i Høng Kommune, der ved strukturreformen i 2007 indgik i Kalundborg Kommune. Ved kommunalreformen i 1970 blev Ruds Vedby indlemmet i Dianalund Kommune, der ved strukturreformen indgik i Sorø Kommune. 
I Reerslev Sogn findes Reerslev Kirke.
I sognet findes følgende autoriserede stednavne:
- Almager (bebyggelse)
- Bøgebjerg (bebyggelse)
- Dovenrød (bebyggelse)
- Dyndeng (bebyggelse)
- Dyrehave (bebyggelse)
- Frihaven (areal, bebyggelse)
- Hesselbjerg (ejerlav, landbrugsejendom)
- Langevad (bebyggelse)
- Løjesbjerg (bebyggelse)
- Løjesmølle (bebyggelse)
- Nakskovhuse (bebyggelse)
- Orevad (bebyggelse)
- Reerslev (bebyggelse)
- Reerslev By (bebyggelse, ejerlav)
- Risbjerg (bebyggelse)
- Risbjerg Overdrev (bebyggelse, ejerlav)
- Starrebrink (bebyggelse)
- Sønderød (bebyggelse)
- Sønderød By (bebyggelse, ejerlav)
- Sønderød Sand (bebyggelse)
- Tågerup (bebyggelse)
- Tågerup By (bebyggelse, ejerlav)